# Attentat de l'université hébraïque de Jérusalem
L'attentat de l'université hébraïque de Jérusalem ou le massacre de l'université hébraïque de Jérusalem est un attentat terroriste commis par le Hamas, qui a lieu le 31 juillet 2002 à l'Université hébraïque de Jérusalem, et qui tue neuf étudiants en blessant près d'une centaine de personnes. 

## Présentation

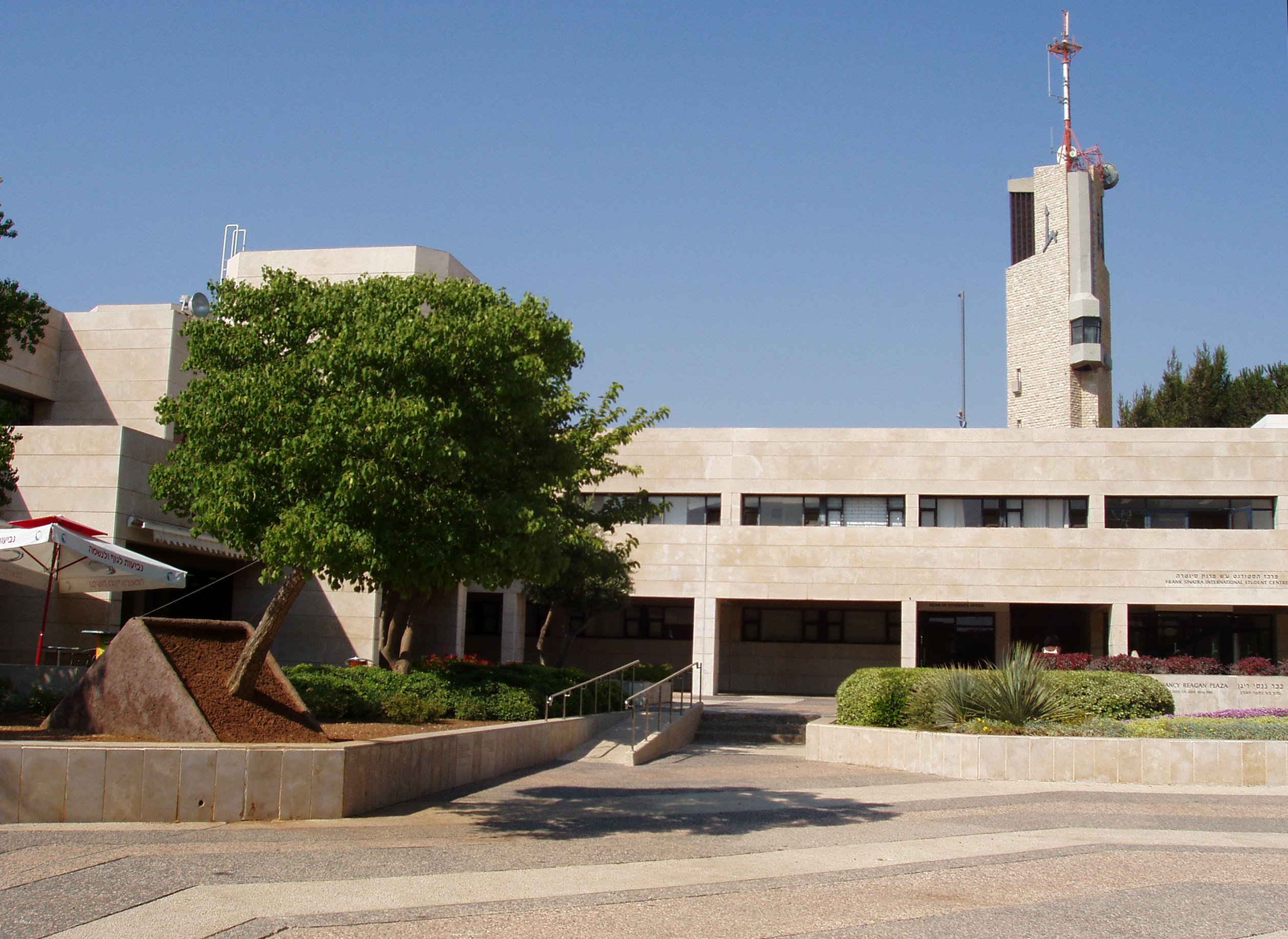
Campus Mount Scopus à l'Université hébraïque : à droite, le Centre Frank Sinatra ; à gauche, entrée du restaurant Frank Sinatra, lieu de l'attaque terroriste du 31 juillet 2002 ; l'arbre est une installation artistique en souvenir de l'attaque.

L'attentat à la bombe a lieu dans une cafétéria du Centre étudiant international « Frank Sinatra » au campus du Mont Scopus de l'Université hébraïque de Jérusalem, à l'heure du déjeuner.  
Le terroriste palestinien place tout d'abord la bombe sur une table au milieu de la cafétéria, à cette-heure-là bondée, et la recouvre d'un journal qu'il asperge de parfum pour masquer l'odeur de l'explosif. Après s'être éloigné, il fait exploser la bombe avec un téléphone portable.   
Il tue ainsi neuf personnes, six femmes et trois hommes, dont des étudiants américains et français, et en blesse environ 100 dont des Arabes israéliens et des ressortissants étrangers dont Coréens,.  
L'attentat est réalisé par une cellule du Hamas de Jérusalem-Est, qui revendique son acte en représailles de la mort, neuf jours auparavant, par Tsahal de Salah Shehadeh, commandant militaire des Brigades Izz al-Din al-Qassam, branche armée du Hamas et de 14 autres Palestiniens lors de cette même frappe, pour la plupart des enfants, selon un porte-parole du Hamas. Cette affaire a par la suite de longues conséquences en Israël comme à l'étranger. 
« Plusieurs ministres du gouvernement Sharon ont exigé, au lendemain de l'attaque de l'Université hébraïque, qu'aucun... déblocage de fonds (pour l'Autorité palestinienne) ne soit effectué et qu'Israël suspende tout contact avec les responsables palestiniens – des contacts qui commençaient seulement à se renouer ».
L'attaque, qui a déclenché une célébration dans la ville de Gaza et la promesse de prochaines attaques, est condamnée notamment par le Secrétaire général des Nations unies, Kofi Annan, par le président américain Georges Bush et par plusieurs pays,.
Le Shin Bet arrête cinq personnes. Lors de leur interrogatoire, elles révèlent avoir placé une autre bombe qu'elles n'ont pas encore fait exploser, et qui est retrouvée et désamorcée plus tard.  
Muhammad Odeh, peintre à l'université, est le Palestinien qui a perpétré l'attaque grâce à son accès via sa carte d'identité. Aux enquêteurs, il dit regretter ses actes qui ont fait beaucoup de victimes,.  
Les membres du Hamas responsables de cette attaque - et d'autres attaques - sont condamnés à la prison à perpétuité. En 2025, Muhammad Odeh est libéré dans le cadre de l'échange d'otages contre prisonniers palestiniens conclu lors du cessez-le-feu entre Israël et le Hamas, après l'attaque du Hamas contre Israël d'octobre 2023 mais, dans le cadre de cet accord, il sera exilé à l'étranger, sans autorisation de revenir jamais à Jérusalem,. 